# Neder-Heembeek
Neder-Heembeek is een plaats in het noorden van de Belgische hoofdstad Brussel. Met Over-Heembeek vormt het de plaats Neder-Over-Heembeek, gelegen ten westen van het Zeekanaal Brussel-Schelde.

## Geschiedenis
Heembeek nabij de Zenne is een van de oudste genoemde plaatsen in het Brusselse. Er ontstonden twee bidplaatsen. Neder-Heembeek lag in het noorden, stroomafwaarts op de Heembeek, Over-Heembeek in het zuiden, stroomopwaarts. In de 12de eeuw kwamen beide parochies onder het patronaat van de abdij van Dielegem. Ook bestuurlijk vormden ze twee heerlijkheden. In de 16de eeuw raakte Neder-Heembeek bij godsdienstoorlogen vernield. Begin 17de eeuw was het laboratorium van de alchemist en natuurfilosoof Jan Van Helmont er gevestigd. In de 18de eeuw werd bij het dorp een uitgestrekt landgoed aangelegd met kasteel, tuinen en orangerie. Het kreeg de naam Meudon, verwijzend naar het Kasteel van Meudon (Château de Meudon), op vier kilometer van Parijs. De Ferrariskaart uit de jaren 1770 toont Neder-Heembeek met het domein Meudon. In 1814 werden de parochies samengevoegd, nadat in 1813 ook de gemeente Neder-Over-Heembeek was ontstaan, die onafhankelijk bleef tot die in 1921 bij Brussel werd gevoegd.
Van de oude Sint-Pieter en Pauluskerk blijft alleen nog de romaanse toren over, waarvan de geschiedenis teruggaat tot de middeleeuwen. De rest van de kerk werd in 1932 door een brand vernield. In 1935 werd tussen beide dorpen een nieuwe Sint-Pieters en Pauluskerk gebouwd. Grote stukken van het domein van Meudon werden in 1931 afgebroken. Zo werd het kasteel gesloopt en de vijvers en fonteinen gedempt.

## Bezienswaardigheden

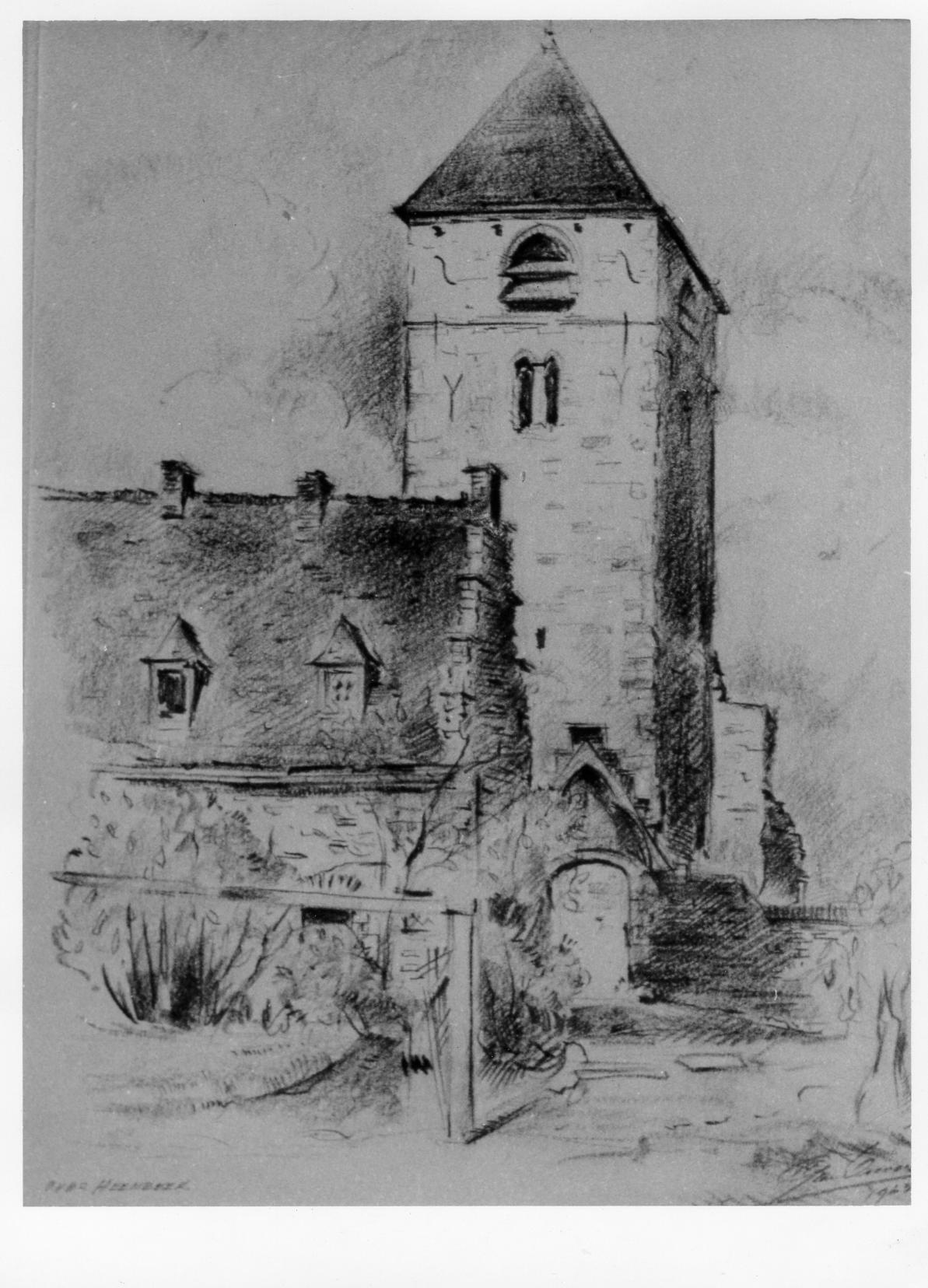
Tekening door architect Léon van Dievoet van de romaanse toren van de oude kerk (1963)

- De toren van de oude Sint-Pieters en Pauluskerk
- Het Kluispark of Meudonpark, beschermd sinds 1997. Er resten hier nog enkele paviljoenen van het oude kasteeldomein.